# مدرسة علمية حبيبية
مدرسة علمية حبيبية هي مدرسة الإسلامية تاريخية تعود إلى السلالة الصفوية، وتقع في فردوس.